# Кудо, Юки
Юки Кудо (яп. 工藤 夕貴 Кудо Юки), 17 января 1971 года, Хатиодзи, округ Токио — японская киноактриса и певица. Снималась в фильмах Джима Джармуша «Таинственный поезд» и «Пределы контроля».

## Избранная фильмография
| Год       |    | Русское название         | Оригинальное название           | Роль                        |
| --------- | -- | ------------------------ | ------------------------------- | --------------------------- |
| 1984      | ф  | Безумная семейка         | 逆噴射家族                      | Ерика Кобаяси               |
| 1985      | ф  | Поздравительная речь     | 祝辞                            |                             |
| 1985      | ф  | Клуб «Тайфун»            | 台風クラブ                      | Риэ Таками                  |
| 1988      | ф  | Голубые горы             | 青い山脈                        | Синко Тэрадзава             |
| 1988      | ф  | Лабиринт цветочного сада | 花園の迷宮                      | Фуюми                       |
| 1989      | ф  | Таинственный поезд       | Mystery Train                   | Мицуко                      |
| 1991      | ф  | Война и молодёжь         | 戦争と青春                      |                             |
| 1994      | ф  | Невеста по фотографии    | Picture Bride                   | Риё                         |
| 1997      | ф  | Небеса в огне            | Heaven's Burning                | Мидори Такада               |
| 1999      | ф  | Заснеженные кедры        | Snow Falling on Cedars          | Хацуэ Миямото               |
| 2000      | мф | Blood: The Last Vampire  | ブラッド ザ ラスト ヴァンパイア | Сая (озвучка)               |
| 2005      | ф  | Мемуары гейши            | Memoirs of a Geisha             | Тыковка                     |
| 2006—2006 | с  | Мастера ужасов           | Masters of Horror               | женщина (серия «Отпечаток») |
| 2007      | ф  | Час пик 3                | Rush Hour 3                     | Жасмин                      |
| 2008      | ф  | L: Изменить мир          | L: Change the World             | Кимико Кудзё                |
| 2009      | ф  | Пределы контроля         | The Limits of Control           | Молекулы                    |
| 2010      | ф  | Затойчи: Последний       | 座頭市 THE LAST                 | Тоё                         |
| 2019      | ф  | Чудо в Брайтоне          | The Brighton Miracle            | Нелли Джонс                 |

## Награды
- 1984: Кинофестиваль в Иокогаме[яп.]. Лучшая дебют, фильм «Безумная семейка[англ.]».
- 1991: Кинопремия Хочи[англ.]. Лучшая актриса, «Война и молодёжь[яп.]».